# Фосфатаза

Механізм дефосфорилювання тирозину

Фосфатази — ферменти класа гідролаз, що каталізують гідроліз складних ефірів фосфорної кислоти в живих організмах. 
Функція фосфатаз — підтримка рівню фосфату, необхідного для різних біохімічних процесів. В залежності від хімічної природи субстрату, розрізняють монофосфатази (наприклад глюкозо-6-фосфатаза), що гідролізують моноефіри фосфорної кислоти, та дифосфатази, (наприклад нуклеази), що гідролізують диефіри фосфорної кислоти. Монофосфатази в свою чергу поділяють на специфічні, які можуть діяти тільки на один субстрат та неспецифічні, що мають широкий спектр дії. Неспецифічні монофосфатази за характером середовища в якому вони проявляють найвищу активність поділяють на лужні (оптимум при pH 8 – 10) та кислі (оптимум при pH 4 – 6). Лужні фосфатази виявлені в тканинах тварин (слизова кишечника, нирки, плацента, кістки тощо), бактеріях, грибах. Кислі – в деяких тканинах тварин (печінка, селезінка), вищих рослинах, бактеріях, дріжджах.
Гарно вивчена лужна фосфатаза з кишкової палички. Фермент складається з двох однакових субодиниць, що діють по черзі, містить атоми Zn, молекулярна маса 80000. Встановлено, що реакція з субстратом проходе через фосфорилювання ферменту. 
Визначення активності фосфатази має велике значення для діагностики деяких захворювань, які супроводжуються підвищенням її активності (рахіт).